# Svetlana Cholomina
Svetlana Joerjevna Cholomina (Russisch: Светлана Юрьевна Холомина) (Obninsk, 9 november 1997) is een Russisch beachvolleyballer. Ze won meerdere prijzen bij de junioren en behaalde een bronzen medaille bij de Europese kampioenschappen. Daarnaast nam ze eenmaal deel aan de Olympische Spelen.

## Carrière
Cholomina nam in 2015 met Jekaterina Makrogoezova deel aan de Europese kampioenschappen onder 22 in Macedo de Cavaleiros en werd met diens jongere zus Nadezjda Makrogoezova derde bij de EK onder 20 in Larnaca. Het jaar daarop debuteerde ze aan de zijde van Olga Kozjadej in de FIVB World Tour; het duo deed mee aan de toernooien van Sotsji en Moskou. Met de jongere Makrogoezova – met wie ze later een team zou vormen – werd ze tweede bij de WK onder 21 in Luzern en vijfde bij de EK onder 22 in Thessaloniki. In 2017 speelde Cholomina met Olga Motritsj. Ze namen deel aan vijf toernooien in de World Tour met een negende plaats in Nantong als beste resultaat. Bij de Europese kampioenschappen in Jurmala werden ze in de tussenronde uitgeschakeld door het Nederlandse duo Madelein Meppelink en Sophie van Gestel. Met Makrogoezova won ze verder de Europese titel onder 22 in Baden en eindigde ze opnieuw als tweede bij de WK onder 21 in Nanjing.
Een seizoen later vormde Cholomina een vast duo met Makrogoezova. Het tweetal was actief op veertien internationale toernooien; in Anapa boekten ze hun eerste World Tour-overwinning en in Moskou behaalden ze een vijfde plaats. Bij de EK in Nederland waren de Tsjechischen Barbora Hermannová en Markéta Sluková in de tussenronde te sterk. In Jurmala prolongeerden ze bovendien hun Europese titel onder 22. In het seizoen 2018/19 namen ze deel aan tien reguliere FIVB-toernooien. Daarbij behaalden ze een overwinning in Espinho en vijfde plaatsen in Itapema en Warschau. Bij de wereldkampioenschappen in Hamburg eindigden Cholomina en Makrogoezova eveneens als vijfde nadat ze in de kwartfinale werden uitgeschakeld door Taliqua Clancy en Mariafe Artacho uit Australië. Bij de EK in eigen land moesten ze gedurende de groepsfase opgeven wegens een blessure.
In 2020 won het duo bij de EK in Jurmala de bronzen medaille ten koste van Hermannová en Sluková. Het jaar daarop speelden Cholomina en Makrogoezova in aanloop naar de Spelen zeven internationale wedstrijden met onder meer een tweede (Cancun) en derde plaats (Sotsji) als resultaat. Bij de Olympische Spelen in Tokio ging het duo als groepswinnaar door naar de achtste finale waar het werd uitgeschakeld door de Letsen Tina Graudina en Anastasija Kravčenoka. Na afloop deed Cholomina met Ksenija Dabizja mee aan de EK in Wenen; het duo strandde in de kwartfinale tegen Karla Borger en Julia Sude uit Duitsland. Cholomina en Makrogoezova sloten het seizoen af met een vierde plaats bij de World Tour Finals in Cagliari.

## Palmares
Kampioenschappen
- 2015:  EK U20
- 2016:  WK U21
- 2017:  EK U22
- 2017:  WK U21
- 2018:  EK U22
- 2019: 5e WK
- 2020:  EK
- 2021:  NK
- 2021: 9e OS

FIVB World Tour
- 2018:  1* Anapa
- 2019:  4* Espinho
- 2021:  4* Cancun
- 2021:  4* Sotsji